# San Pietro in Cariano
San Pietro in Cariano is een gemeente in de Italiaanse provincie Verona (regio Veneto) en telt 12.624 inwoners (31-12-2004). De oppervlakte bedraagt 20,2 km2, de bevolkingsdichtheid is 625 inwoners per km2.
De volgende frazioni maken deel uit van de gemeente: Bure, Castelrotto, Corrubio, San Floriano, Pedemonte.

## Demografie
San Pietro in Cariano telt ongeveer 4627 huishoudens. Het aantal inwoners steeg in de periode 1991-2001 met 14,9% volgens cijfers uit de tienjaarlijkse volkstellingen van ISTAT.
| Jaar | Inwoneraantal |
| ---- | ------------- |
| 1991 | 10.861        |
| 2001 | 12.484        |

## Geografie
De gemeente ligt op ongeveer 151 meter boven zeeniveau.
San Pietro in Cariano grenst aan de volgende gemeenten: Fumane, Marano di Valpolicella, Negrar, Pescantina, Sant'Ambrogio di Valpolicella, Verona.

## Geboren
- Innocenzo Fraccaroli (1805-1882), beeldhouwer

## Stedenband
- Ingelheim am Rhein (Duitsland)

## Galerij

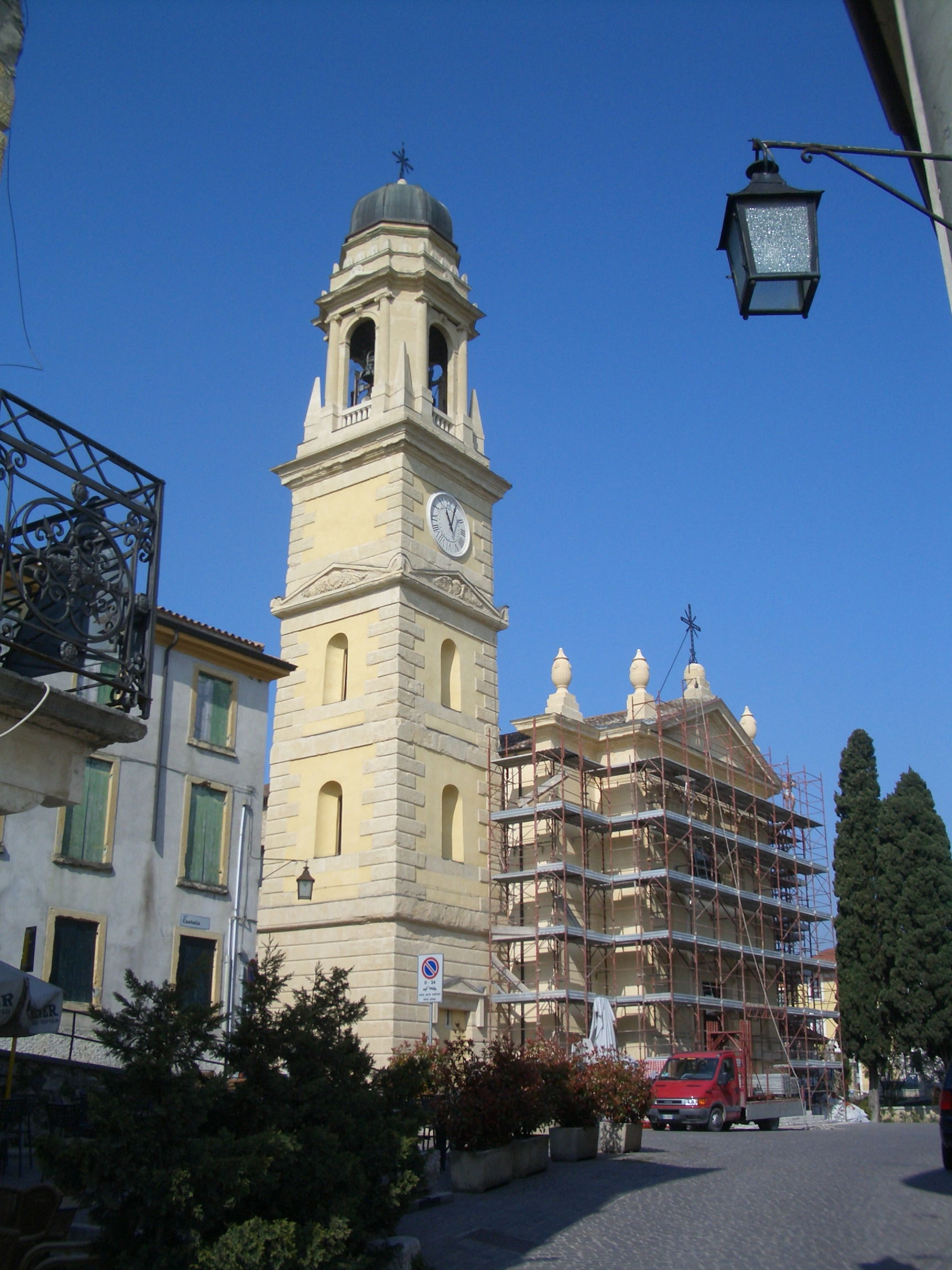
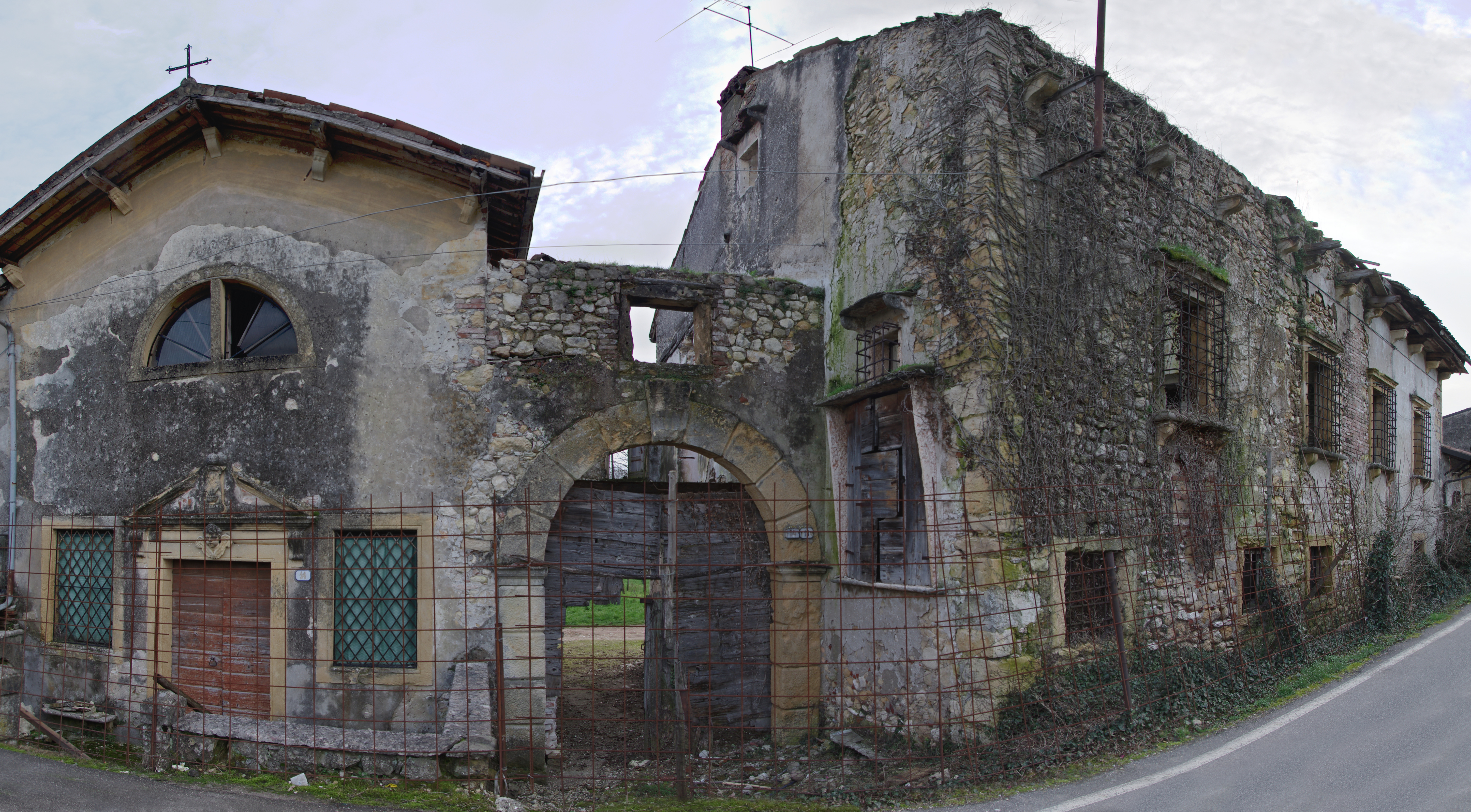
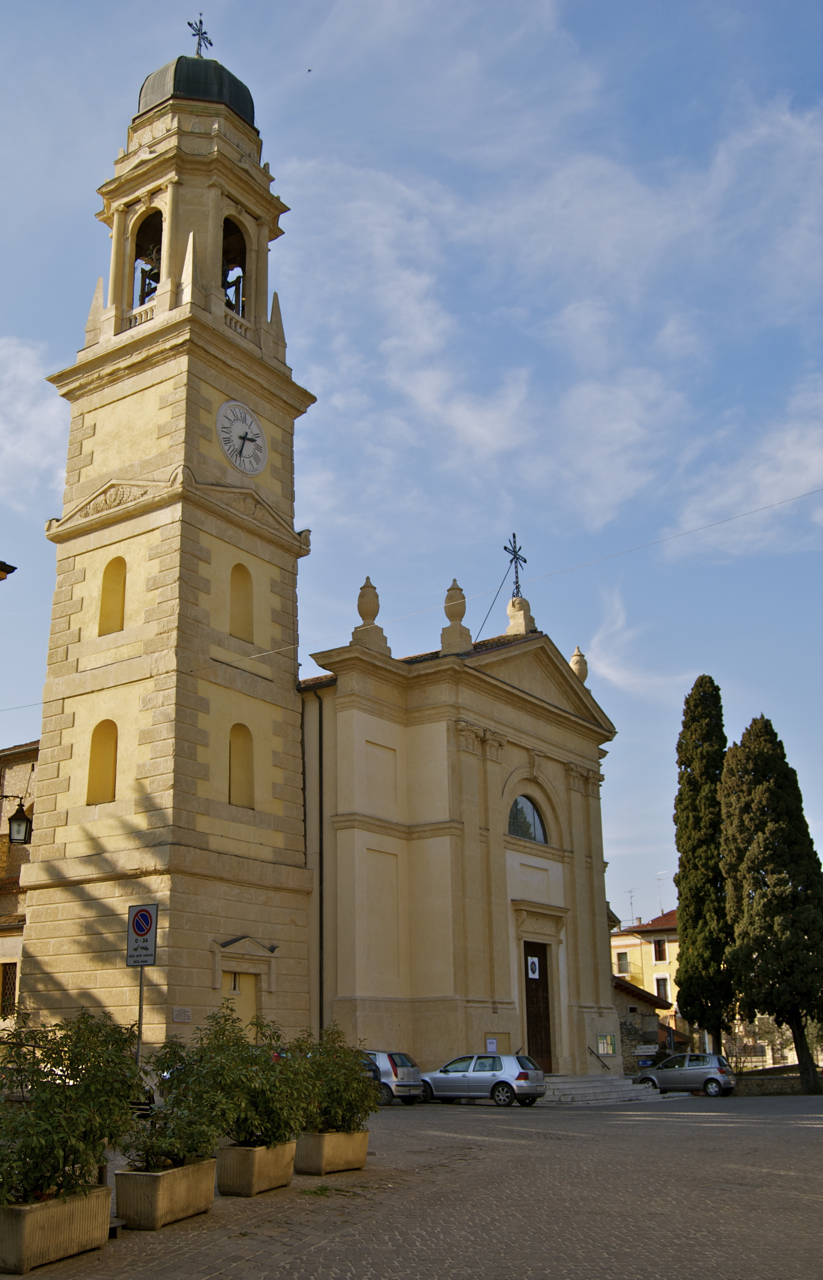
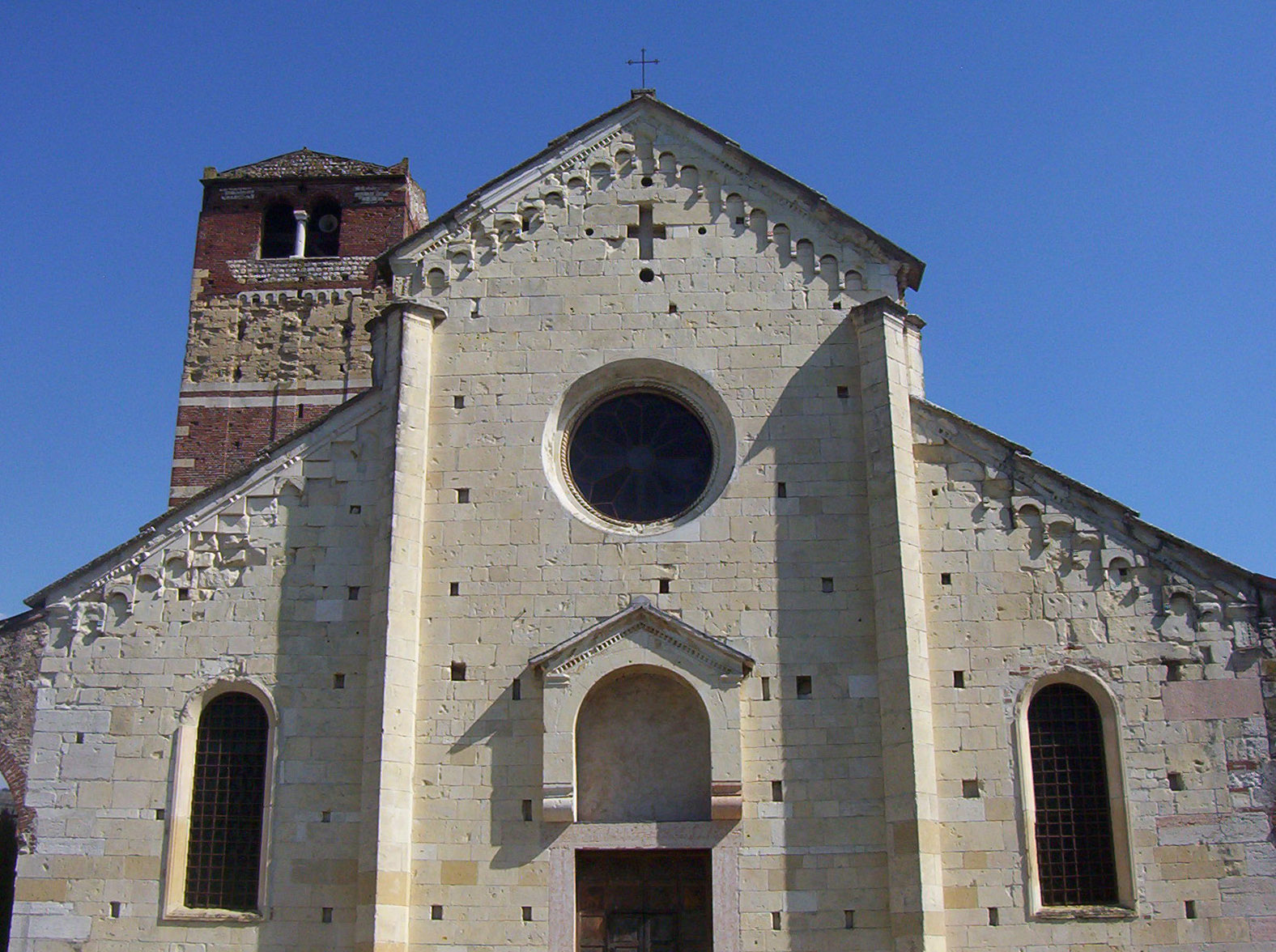
Sint-Floriaankerk